# Ньевес, Мария Антониэта де лас
Мария Антониэта де лас Ньевес (исп. María Antonieta de las Nieves; род. 22 декабря 1950, Мехико) — мексиканская актриса-комик, певица и телеведущая.

## Биография

### 1949—1967: рождение, ранние годы и актёрское начало
Родилась 22 декабря 1950 года в Ла-Лагунилье (ныне вошла в состав Мехико). Свою артистическую карьеру она начала в возрасте трёх лет, поступив в балетную академию; Она настолько серьёзно относилась к занятиям, что в возрасте шесть лет сумела поступить в Академию Андреса Солера, специализированное актёрское заведение, входящее в Национальную ассоциацию актёров (ANDA) — она вошла в историю Мексики как самая юная студентка ВУЗа. Там она познакомилась с актрисами Кармен Монтехо и Пруденсией Грифель, которые реализовали её театральные способности. Эта встреча привела к тому, что обе актрисы порекомендовали её продюсерам, и таким образом она дебютировала как актриса в 1957 году, сыграв второстепенную роль в детском фильме «Пульгарчито», вышедшем в 1958 году. Дебют на телевидении, участие в телесериале «Запретная тропа», первой теленовелле, снятой в Мексике. Впоследствии она появилась ещё в двух мыльных операх, «Ла Леона» и «Эстафа де амор», обе 1961 года.

### 1967—1970: дубляж
После короткого профессионального перерыва, в середине 1960-х годов, она подписала контракт с дубляжной компанией Cinematografía Interamericana S.A. (CINSA), для которой в период с 1967 по 1968 год выполнил свою первую работу, дублируя аниме «Перман», дубляж, который считался утерянным, потому что нет никаких записей о сохранившихся копиях произведения, переведенных на латинский испанский язык. Позже, в 1970-х годах, она стала руководителем независимого телевидения Мексики.

### 1971—1994: сотрудничество с Роберто Гомесом Боланьосом
В 1970 году она присоединилась к актёрскому составу комедийного телесериала Супергении стола режиссёра Роберто Гомеса Боланьоса. С последним она ранее сотрудничала в передаче 1968 года «Граджанин Гомес», программе, в которой дебютировал персонаж Чилиндрины. Позже она продолжила работать с ним в таких телесериалах, как Чеспирато и Чеспирато и столовая площадь, оба с 1971 года. Однако международный успех был достигнут благодаря её участию в телесериалах Чаво с восьмого и Эль Чапулин Колорадо, двух проектах, также созданных и поставленных Роберто Гомесом Боланьосом. В «Чаво с восьмого» её роль Чилиндрины позволила ей быстро подняться до актёрского мастерства. В 1973 году она покинула вышеупомянутый сериал, чтобы вести программу «Пампа Пипильцин». Два года спустя, в 1975 году, она вернулась к работе с Боланьосом в телесериал Чаво с восьмого. Они продолжали работать вместе до 1994 года, когда Роберто Гомес Боланьос остался не у дел, что побудило её продолжить сольную карьеру в качестве певицы.

### 1994-настоящее время: жизнь и последующие проекты
В 1994 году её пригласили сняться в сериале «Вот Чилиндрина», прекратившем свое вещание в 1995 году. По данным ряда журналистских сообщений, именно в этом году она произвела на свое имя регистрацию интеллектуальной собственности для регистрации «Чилиндрины», не посоветовавшись предварительно с Роберто Гомесом Боланьосом, создателем персонажа. Она сказала ему только после регистрации на себя персонажа. По её собственным словам, вот как произошло это событие:
«Я подошла и сказала: Хочу зарегистрировать персонажа по имени „Чилиндрина“. Открывают какие-то книги и говорят мне, что за 15 лет права ни на одного из персонажей не продлевались и их надо продлевать каждые 5 лет и это бесплатно. Мне говорят: „Если хочешь, можешь зарегистрировать их всех“. Я зарегистрировала Чилиндрину, и уже в 1995 году все знали, что я зарегистрировала её и могу делать с ней все, что захочу».
Что касается прав персонажа, её действия спровоцировали многолетнюю судебную тяжбу с Роберто Гомесом Боланьосом, а также его неминуемое профессиональное отчуждение и разрыв их дружбы. В интервью 2021 года она заявила, что перед смертью Роберто Гомесом Боланьосом в 2014 году она пыталась подойти к нему, чтобы облегчить его боль, но он её и близко к себе не пустил и скончался с сильным злом и обидой на душе.
В 2005 году она участвовал в теленовелле «Суэнос и карамель». Два года спустя, в 2007 году, он появился в американской мыльной опере «Дам Шоколад».
В 2012 году она озвучила Ванеллопу фон Швитц, одну из главных героинь диснеевского анимационного фильма «Ральф».
В октябре 2017 года она записала короткометражный фильм «До того, как была Чилиндрина в очень странных делах», который она сняла в роли Чилиндрины в сотрудничестве с потоковой платформой Netflix с целью продвижения второго сезона американского телесериала «Незнакомец» в Латинской Америке. Вещи.9
6 марта 2024 года актриса объявила, что уйдет из профессиональной жизни и перестанет играть Чилиндрину после завершения актёрской карьеры в пьесе Глаза моей матери. По её собственным словам, это решение было сделано для того, чтобы избежать любой ситуации, которая могла бы быть истолкована как болезненная или недостойная для её аудитории и для неё самой, поскольку персонаж Чилиндрины — девочка, а она уже 74-летняя женщина, добавив, что «Я не хочу вызывать жалость к людям»

### Наследие, призвание и рекорды
В ноябре 2021 года актриса получила признание за свою карьеру актрисы с самой продолжительной профессиональной карьерой, играя одного и того же детского персонажа, Чилиндрину, олицетворяя его на протяжении сорока восьми лет и двухсот шестидесяти одного дня с 20 июня 1971 г. по 6 марта 2020 г. Она с Чилиндриной вошла в Книгу рекордов Гиннеса.
Аналогичным образом, Карлос Тапиа, ответственный за попадание в Книгу рекордов Гиннеса, заявил: «Ла Чилиндрина — широко признанный персонаж в различных странах Латинской Америки и мира. Опыт и обширный жизненный путь не подлежат сомнению, поскольку на протяжении десятилетий поколения за поколениями росли и наслаждались её характером».

## Личная жизнь
Мария Антониэта де лас Ньевес в 1971 году вышла замуж за Габриэля Фернандеса и родила двоих детей. Брак просуществовал до смерти супруга в 2019 году.

## Фильмография

### Телесериалы
- 1958 — Запретная тропа — Далия.
- 1972-79 — Чаво с восьмого — Чилидрина.
- 1973-79 — Чаплин Колорадо — Чилидрина.
- 1974-77 — Мир игрушки
- 1980-95 — Чеспирито — Чилидрина.
- 1997 — Телемарафон — Чилидрина.
- 1997-98 — Конан
- 1998 — Драгоценная — Чилидрина (нет в титрах)
- 2005 — Сны и карамели — Антониэта де Монрас.
- 2007 — Угости меня шоколадом — Дульсе Амада.
- 2011 — Полюбить снова — Гардения.

### Фильмы
- 1958 — Мальчик-с-пальчик — Флор.